# Technicien d'assistance en informatique
Pour les articles homonymes, voir TAI.
En entreprise ou auprès des particuliers, un technicien d’assistance en informatique ou TAI intervient, installe, met en service et dépanne des équipements informatiques (PC, périphériques et logiciels) et numériques (voix, images et données) reliées en réseau. Il assiste à distance par téléassistance informatique, ou sur site, les utilisateurs et les clients afin de résoudre au plus vite leurs demandes tout en respectant le cadre des contrats de services.

## Évolution de carrière
Support technique spécialisé (traitant des problèmes de systèmes et de réseaux, de bases de données et de programmes applicatifs) administrateur systèmes et réseaux, responsable de parc, formateur spécialisé en micro-informatique, Internet et bureautique.

## La formation
– Pour un candidat issu d’un parcours continu de formation 
À l’issue d’un parcours continu de formation correspondant au titre visé, le candidat est évalué par un jury composé de professionnels, sur 
la base des éléments suivants : 
o  une mise en situation professionnelle ou une présentation d’un projet réalisé en amont de la session, complétée par un 
entretien technique, un questionnaire professionnel, un questionnement à partir de production(s) si prévus au RC ; 
o  les résultats des évaluations passées en cours de formation ; 
o  un dossier professionnel dans lequel le candidat a consigné les preuves de sa pratique professionnelle, complété d’annexes 
si prévues au RC ; 
o  un entretien final avec le jury. 

### Le titre
Le titre TAI (Technicien(ne) d'Assistance en Informatique) est une certification de niveau IV (équivalent professionnel Bac) du Ministère chargé de l'Emploi (France). Ce titre peut être présenté à l'issue d'une formation de l'AFPA ou de tout autre organisme agréé par le Ministère chargé de l'Emploi. Il est également possible d'y accéder directement par la voie de la VAE (Validation des Acquis de l'Expérience).
Ce titre a été modernisé par l'arrêté de révision paru au Journal Officiel en date du 26 février 2008, avec prise d'effet au 1er août 2008.
Le titre est lié à la fiche ROME I1401, de Maintenance informatique et bureautique. C'est ce code ROME qu'il faut indiquer lors d'une recherche des offres d'emploi relatives au titre TAI sur le site de Pôle emploi.

### Profil général du candidat
À partir de 18 ans. 
Diplômes : BEP / Titre professionnel de niveau V du secteur électricité/ électronique + 2 ans d'expérience professionnelle ou classe de terminale ou Bac professionnel.
Avoir une bonne représentation du métier et de ses conditions d’exercice :
- être capable d’autonomie pendant la formation,
- assurer un rythme intensif de formation : 35 heures par semaine pendant plusieurs mois dans des conditions proches de celles rencontrées en entreprise.

### Contenu formation
Voici les activités et les compétences à mettre en œuvre dans l'emploi correspondant à ce titre, et qui font l'objet de la formation et de la certification TAI :
- Intervenir et assister sur poste informatique auprès des entreprises et des particuliers (Préparer ou remettre en état un équipement informatique; Installer et configurer un poste de travail informatique; Assurer les mises à jour logicielles d'un équipement informatique; Diagnostiquer et résoudre le dysfonctionnement d'un équipement informatique; Sécuriser un équipement informatique et ses données; Faire communiquer un équipement numérique mobile avec un poste informatique ou un réseau)

- Assister en centre de services informatiques et numériques auprès des entreprises et des particuliers (Assister les utilisateurs dans un environnement informatique et numérique; Traiter un incident dans une organisation d'assistance informatique; Réaliser une intervention d'assistance informatique à distance; Proposer et mettre en œuvre des solutions d'équipements et de services; Participer au suivi du parc et des configurations informatiques)

- Intervenir et assister sur les accès et les services de réseaux numériques (Intervenir sur une infrastructure réseau; Déployer des postes clients; Installer et configurer un service réseau; Intervenir sur un serveur de réseau et sur son environnement; Installer et sécuriser un accès réseau à une liaison haut débit; Intervenir en environnement de voix sur IP; Diagnostiquer et résoudre un dysfonctionnement d'accès à un réseau; Utiliser l'anglais dans son activité professionnelle en informatique)